# Lady Gaga: Queen of Pop
Lady Gaga — биография американской исполнительницы и автора песен Lady Gaga, написанная автором Эмили Герберт (псевдоним Вирджинии Блэкберн). Overlook Press издал книгу в Соединённых штатах под названием «Lady Gaga: Behind the Fame».

## О книге
В книге 288 страниц, из которых 32 страницы с фотографиями певицы. Автор сравнивает Леди Гагу c Мадонной, отмечая, что они обе являются независимыми и сами контролируют своё будущее.
В книге рассказывается о записи её EP «Red And Blue» в составе Stefani Germanotta Band и записи её первого студийного альбома The Fame, выпуске синглов «Just Dance» и «Poker Face», которые стали международными хитами.
Книга охватывает время учёбы Гаги с сёстрами Хилтон, повествует об издевательствах одноклассниц, её первых выступлениях в Нью-Йорке, а также об обучении в школе искусств.

## Критика
Книга получила смешанные отзывы.